# بيرث كال
بيرث كال (بالفرنسية: Berthe Kal)‏ هي مغنية فرنسية، ولدت في 10 نوفمبر 1913 في باريس في فرنسا، وتوفي بنفس المكان في 25 أبريل 2015.